# Шеклефорд, Майкл
Майкл Шеклефорд (род. 23 мая 1965 года в Пасадине, Калифорния, США), также известный как "Мастер случайностей" (название заимствовано у Дональда Ангелини ), - американский математик и актуарий, широко известный своим профессиональным математическим анализом игр казино. Он также является адъюнкт-профессором в области актуарных расчётов и математики в университете Невады, Лас Вегас.
Майкл заинтересовался математикой азартных игр в юном возрасте, на что его вдохновило прочтение руководства Джона Скарна по азартным играм казино.
Тягу к математике Шеклефорд обнаружил у себя, когда он впервые начал изучать алгебру в школе, примерно в 11-летнем возрасте. Он описывал, как математика стала для него чем-то новым и интересным на пути его становления в качестве "Мастера случайностей". Трудовой путь Майкл начал в сфере услуг быстрого питания, работая в парке развлечений Ноттс Бэрри Фарм в Буэна-Парк (Калифорния). Его следующим местом работы был Диснейленд в Анахайм (Калифорния), где он присматривал за парком аттракционов. Достаточно потрудившись в парках развлечений, Шеклефорд работал на складе, в аэропорту Санта-Барбары и на различных офисных должностях. Его карьерными устремлениями в те дни по-прежнему были обучение людей тонкостям игровой индустрии, чем он и занимался с 1998 года. Перед тем, как запустить свои веб-сайты, он был государственным актуарием в Балтиморе и обустраивал вполне комфортную жизнь. Примерно год заняло у Майкла убеждение своей жены в необходимости открытия собственного дела, связанного с индустрией азартных игр в качестве "Мастера случайностей". Ради этой мечты Майкл отказался от своей государственной зарплаты, занялся любимым делом, что привело его к известности.
Шеклефорд является хорошо известным благодаря своим веб-сайтам "The Wizard of Odds" и "The Wizard of Vegas", содержащим анализ и стратегии для сотен игр казино. Популярность он приобрёл в 2002 году вскоре после переезда в Лас Вегас, когда он опубликовал работу с рейтингами процентов выплат игровых автоматов, которые до этого считались секретными и недоступными. Целью публикации было показать, какие казино Лас Вегаса настраивают свои слот-машины на лучшие и худшие выплаты. 
Это исследование было признано новаторским.
Оба сайта Wizard были проданы 19 сентября 2014 года за 2,35 млн.долларов сети LatestCasinoBonuses (LCB) .
Шеклефорд также занимается анализом новых игр для разработчиков игр и казино. Его наиболее известными клиентами являются Hilton, Realtime Gaming, Playtech, Shuffle Master. Он является автором работы "Азартные игры 102: лучшие стратегии для всех игр казино (Хантингтон Пресс, 2005). Ранее он был адъюнкт-профессором математики казино в университете Невады, Лас Вегас, и пишущим редактором журнала Casino Player.
Майкл Шеклефорд известен тем, что привлёк внимание медиа к практике нечестных азартных игр, таким, как дело №2008-7136L, заведенное государственным комитетом по контролю за азартными играми против казино "Стратосфера" за невыплату ставки на спорт . Еще одним примером является его детальное расследование по обвинению в мошенничестве "Absolute Poker" после того, как они привлекли его внимание анонимным источником 24 сентября 2007 года .
Шеклефорд периодически консультируется по вопросам азартных игр за пределами штата Невада. В 2010 году "Pittsburgh Live" запросил консультацию по поводу того, ужесточили ли игровые компании Пенсильвании свои правила по блэкджеку .
Каждый год профессиональный игрок Макс Рубин проводит знаменитый Блэкджек Болл, закрытое мероприятие, на которое возможно попасть лишь по приглашению, победителю которого присваивается титул "Лучший азартный игрок в мире". Во время проведения турнира участникам задаются тривиальные и математические вопросы, а также испытанию подвергаются их навыки (подсчёт карт, подача сигналов и т.п.). Победителем 2011 года стал Майкл Шеклефорд .
До смены карьеры, Шеклефорд работал в качестве претензиониста, а затем в качестве актуария в Администрации США по вопросам социального обеспечения с 1992 по 2000 годы . Его главной ответственностью было оценивание краткосрочных издержек и выгод от изменения законодательства о социальном обеспечении. Однако, он был хорошо известен из-за исследования наиболее популярных детских имён на каждый год, начиная с 1880 года . Результаты этого исследования были опубликованы во многих книгах, газетах и журналах, а Администрация по вопросам социального обеспечения сейчас официально публикует каждый год новый список самых популярных имён в предыдущем году, наряду с именами за все предыдущие годы .
Интерес Шеклефорда в более широком разнообразии математических тем показан в его коллекции математических головоломок и задач для досуга.
Майкл Шеклефорд проживает в Лас Вегасе, штат Невада, США, женат, имеет троих детей.